# Enric Cramer
Enric Cramer, fou un pianista i compositor alemany, fill de Franz II (per tant pertanyia a la nissaga de músics), mort a Frankfurt del Main el 1877. Va viure un temps força llarg a París, deixà nombroses obres originals i adaptacions per a piano.